# Houndé
Houndé é uma cidade burquinense, capital da província de Tuy. Em 2012, sua população estava próximo de 47 428 habitantes.